# 12 alberi di Natale
12 alberi di Natale (Twelve Trees of Christmas) è un film TV del 2013 diretto da Michael DeCarlo.

## Trama
L'armonia natalizia di Cherie Jameson, bibliotecaria presso una biblioteca per bambini a New York, viene rovinata con la notizia che lo storico edificio che ospitava la biblioteca sarà demolito. Per scongiurare tale ipotesi, Cherie contatta la proprietaria del palazzo, la quale sembra ben decisa nel progetto di demolizione.
Per cercare di salvare la biblioteca, Cherie coinvolge i frequentatori del luogo in una gara di decorazioni natalizie ma, sorprendentemente, a partecipare alla gara c'è anche Tony, il nipote della proprietaria dell'edificio. Il duello avrà interessanti risvolti romantici.